# Wounded Knee (torrente)

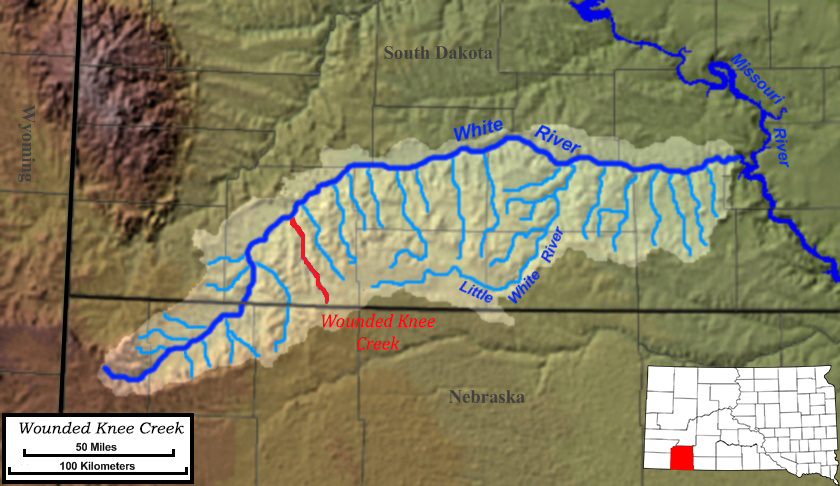
Il torrente Wounded Knee è evidenziato in rosso.

Il Wounded Knee è un torrente tributario alla riva destra del White River, lungo circa 160 km, nella Contea di Oglala Lakota, Dakota del Sud, negli Stati Uniti d'America.
Il nome del torrente si rifà a un incidente al ginocchio accaduto a un Nativo americano durante un combattimento.
Il torrente sorge nell'angolo sudoccidentale della Riserva Indiana di Pine Ridge, lungo la linea di confine con il Nebraska e scorre verso nordovest. Esso costeggia la località ove nel 1890 ebbe luogo il Massacro di Wounded Knee, nel quale il 7º Cavalleggeri degli USA, al comando del Colonnello James W. Forsyth, massacrò circa 300 Sioux, in gran parte donne e bambini, molti disarmati. Tra i centri abitati più importanti di questa regione vi sono Wounded Knee e Manderson-White Horse Creek, due Census-designated place. Il torrente Wounded Knee scorre verso Nord-nordovest attraverso la riserva e confluisce nel White River a sud del Parco nazionale delle Badlands.